# Festivalul Internațional de Film Fantastic de la Avoriaz din 1977
Festivalul Internațional de Film Fantastic de la Avoriaz din 1977 (în franceză Festival international du film fantastique d'Avoriaz 1977) a fost a cincea ediție a Festivalului Internațional de Film Fantastic de la Avoriaz. A avut loc în Alpii francezi (în stațiunea Avoriaz) în ianuarie 1977.
Filmul Carrie regizat de Brian De Palma a primit Marele premiu (Grand prix) al festivalului.

## Juriu
- Steven Spielberg (președinte)
- Arman
- Michel Audiard
- Jean Farran
- Ivry Gitlis
- Curd Jürgens
- Robert Laffont
- Jacques Lanzmann
- Georges Lautner
- Sydne Rome
- Claude Sautet
- Georges Wakhévitch

## Selecție

### În competiție
- Alice ou la Dernière Fugue de Claude Chabrol ( Franța)
- Le Bus en folie (Autocarul nuclear) de James Frawley ( Statele Unite ale Americii)
- Carrie au bal du diable (Carrie) de Brian De Palma ( Statele Unite ale Americii)
- Godzilla contre Mecanik Monster (Gojira tai Mekagojira) de Jun Fukuda ( Japonia)
- Meurtres sous contrôle (Dumnezeu mi-a poruncit) de Larry Cohen ( Statele Unite ale Americii)
- La Nuit des vers géants (Squirm) de Jeff Lieberman ( Statele Unite ale Americii)
- Les Rescapés du futur (Evadați din viitor) de Richard T. Heffron ( Statele Unite ale Americii)
- Les Révoltés de l'an 2000 (¿Quién puede matar a un niño?) de Narciso Ibáñez Serrador ( Spania)[2]
- Les Sorciers de la guerre (Wizards) de Ralph Bakshi ( Statele Unite ale Americii)[3][4]
- Soudain... les monstres (Hrana zeilor) de Bert I. Gordon ( Statele Unite ale Americii)
- Une fille pour le diable (O fiică pentru diavol) de Peter Sykes ( Regatul Unit /  RFG)[5][6]

### În afara competiției
- Centre terre, septième continent (Al șaptelea continent) de Kevin Connor ( Regatul Unit /  Statele Unite ale Americii)[7][8]

## Premii
- Marele premiu (Grand prix): Carrie au bal du diable (Carrie) de Brian De Palma
- Premiul special al juriului: Meurtres sous contrôle (God Told Me To) de Larry Cohen
- Premiul «fantastique» pentru tot publicul: Le Bus en folie (The Big Bus) de James Frawley
- Mențiune specială: Sissy Spacek pentru interpretarea sa în Carrie
- Premiul criticii Les Révoltés de l'an 2000 (¿Quién puede matar a un niño?) de Narciso Ibáñez Serrador[9]